# 仁慈圣母圣殿主教座堂

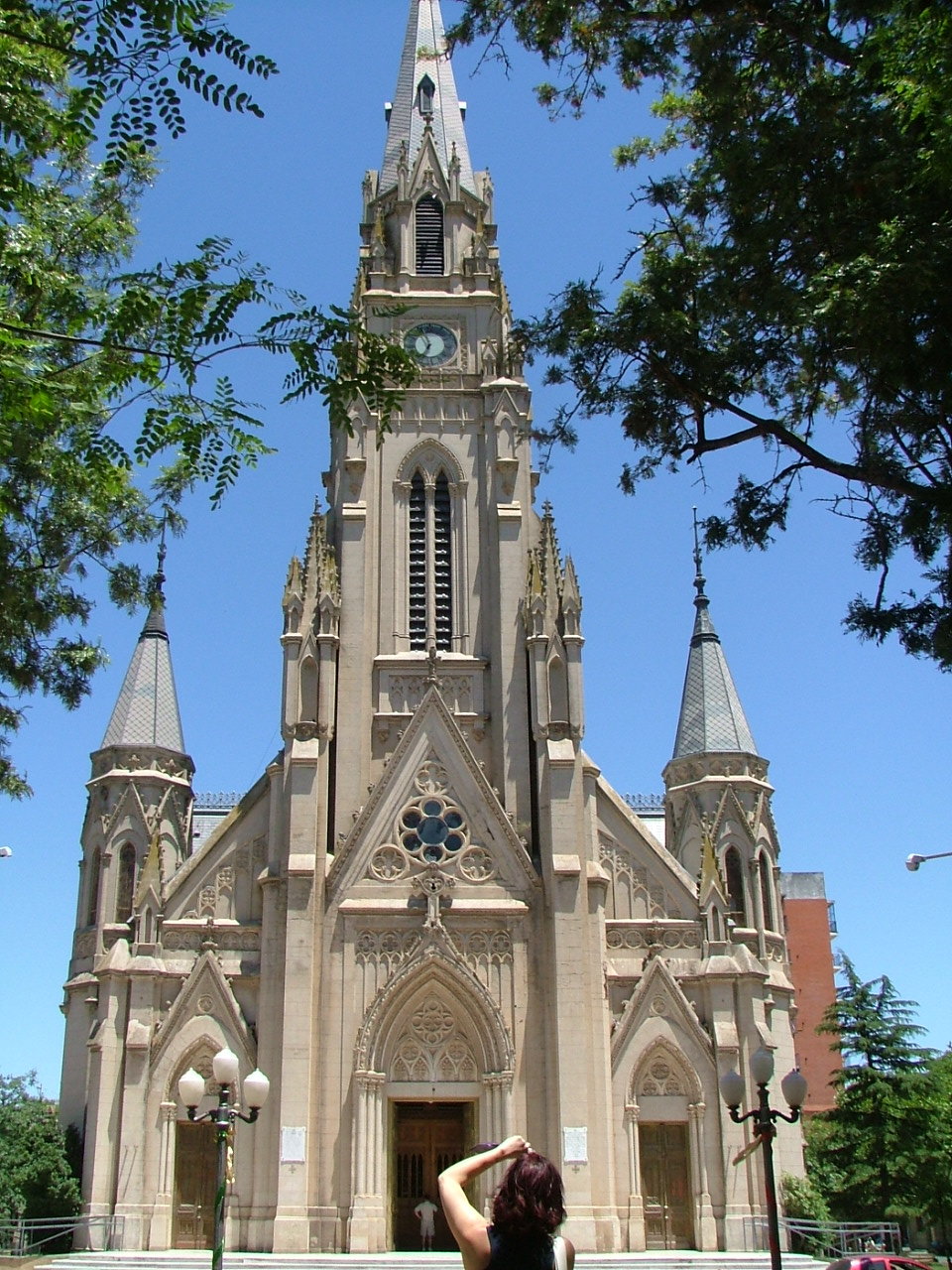

仁慈圣母圣殿主教座堂（Catedral basílica Nuestra Señora de las Mercedes）是天主教梅塞德斯-卢汉总教区的主教座堂和一座宗座圣殿，位于阿根廷布宜诺斯艾利斯省的梅塞德斯，首都以西100（62英里）。
该堂建于1904年，采用哥特复兴风格。2010年4月15日，该建筑列为国家历史地标。
该堂供奉仁慈圣母。位于同一教区的卢汉圣母圣殿，规模和知名度远超过这座主教座堂。